# 贝利诺
贝利诺（義大利語：Bellino），是意大利库内奥省的一个市镇。总面积61平方公里，人口151人，人口密度2.5人/平方公里（2009年）。ISTAT代码为004017。